# 平田町 (岐阜県)
平田町（ひらたちょう）は、かつて岐阜県海津郡にあった町である。
千代保稲荷神社（おちょぼさん）で知られていた。2005年（平成17年）3月28日に南濃町・海津町と合併して海津市が発足し、平田町は廃止された。
「平田」という地名は、宝暦治水を指揮した薩摩藩家老の平田靱負に因んでいる。

## 地理
町の東西を木曽三川の長良川・揖斐川に挟まれた三角州の中にあり、海抜0メートル地帯がひろがっている。

## 歴史

### 沿革
- 1955年（昭和30年）2月1日 - 海西村と今尾町の一部（今尾・高田・三郷・仏師川・土倉・脇野・西島）が合併し平田町となる。
- 2005年（平成17年）3月28日 - 海津町・南濃町と合併して海津市が発足。同日平田町廃止。

## 行政
- 町長：横山善郎（1996年1月26日〜2005年3月28日）

## 教育

### 中学校
- 平田町立平田中学校

### 小学校
- 平田町立海西小学校
- 平田町立今尾小学校

### 2005年以前に廃校となった学校
- 岐阜県立海津高等学校今尾分校（1975年廃校）
- 岐阜県立海津北高等学校（2005年廃校）
- 平田町立今尾小学校三郷分校（1966年廃校）
- 平田町立今尾小学校西島分校（1972年廃校）

## 交通
町内に鉄道路線はなかった。

### 道路
町内に高速道路や一般国道はなかった。
主要地方道
- 岐阜県道1号岐阜南濃線
- 岐阜県道23号北方多度線

一般県道
- 岐阜県道213号養老平田線
- 岐阜県道219号安八平田線
- 岐阜県道220号安八海津線
- 岐阜県道222号成戸平田線
- 岐阜県道232号今尾大垣線

## 娯楽
- 今尾劇場
- 野寺劇場

## 名所・旧跡・観光スポット・祭事・催事
- 千代保稲荷神社（おちょぼさん）
- 今尾の左義長
- 輪中公園　（現・平田公園）